# Leptosphaeria sticta
Leptosphaeria sticta är en svampart som beskrevs av Ellis & Everh. 1885. Leptosphaeria sticta ingår i släktet Leptosphaeria och familjen Leptosphaeriaceae.   Inga underarter finns listade i Catalogue of Life.